# Dilermando de Assis
Dilermando Cândido de Assis (Porto Alegre, 18 de janeiro de 1888 – São Paulo, 13 de novembro de 1951) foi um General do Exército Brasileiro, famoso por sua participação na "Tragédia da Piedade", que resultou de uma relação amorosa vivida por Anna Emília Ribeiro, a esposa do escritor Euclides da Cunha, e que levou à morte do escritor e, posteriormente, de seu filho.
Em sua carreira, foi responsável pelo plano rodoviário do Estado de São Paulo na década de 1930 e diretor do Departamento de Estradas de Rodagem e diretor do Instituto Geográfico e Cartográfico de São Paulo.

## Biografia
Dilermando nasceu em Porto Alegre, em 18 de janeiro de 1888. Era filho de João Candido de Assis (1861-1892), primeiro-tenente do Exército, e de Joaquina Carolina de Assis (1858-1904). Seu irmão era o jogador do Botafogo, Dinorah de Assis (1889-1921).
Dilermando começou um relacionamento com a esposa de Euclides da Cunha, Ana Emília Ribeiro da Cunha, em 1905, quando chefiava uma missão conjunta de Reconhecimento do Alto Purus, fronteira entre Brasil e Peru. Ana tinha três filhos com Euclides e 33 anos de idade quando se apaixonou pelo jovem cadete do Exército Brasileiro, Dilermando, que tinha apenas 17 anos. O caso durou quatro anos e Ana chegou a ter dois filhos com ele, Mauro, que morreu cerca de uma semana depois do nascimento, em 1906 e Luís, em 1907.
Ana tinha conseguido um quarto na Pensão Monat para Dilermando, que já era órfão nessa época e morava na Escola Militar. Euclides viajava muito a serviço, ficando longos períodos fora de casa, o que fez o caso de Ana e Dilermando durar vários anos. Depois do quarto na pensão, eles alugaram uma casa na rua Humaitá, onde passaram longos períodos juntos.
Mesmo depois de transferido para Porto Alegre, em 1906 e do retorno de Euclides para casa, Dilermando manteve correspondência com Ana. Estudando na Escola Militar da capital gaúcha, Dilermando se formou em 1908, chegando ao posto de tenente, retornando para o Rio de Janeiro, onde foi morar com o irmão, Dinorah, no bairro da Piedade.

## Carreira
Dilermando viveu em muitas cidades pelo país, servindo ao Exército, sendo promovido sucessivamente até o posto de General. Durante a Campanha do Paraná, comandou uma força de "provisórios" paranaenses que se opôs, sem sucesso, ao avanço dos revoltosos paulistas na região de Guaíra, no oeste do estado. Tal força irregular, com todas as deficiências que se pode esperar como tantas outras despachadas às pressas em qualquer guerra, serviu para retardar a progressão do inimigo e sob esse aspecto  cumpriu seu dever.
Dilermando foi ainda comandante por cerca de 6 meses, do 7.º GMAC (Grupo Móvel de Artilharia de Costa) na cidade de Rio Grande-RS durante a 2.ª Guerra Mundial, recebendo após isso o título de Ex-Combatente por ter participado efetivamente de operações bélicas na defesa da Costa Brasileira.
Em São Paulo, como engenheiro, Dilermando foi responsável pelo plano rodoviário do Estado de São Paulo na década de 1930 e foi em seguida diretor do Departamento de Estradas de Rodagem. Elaborou projetos para escolas públicas e foi diretor do Instituto Geográfico e Cartográfico de São Paulo.

## Morte
Dilermando morreu em São Paulo, em 13 de novembro de 1951, aos 63 anos de idade, devido a um infarto. Sua morte ocorreu seis meses depois da morte de Ana, sua ex-amante, por câncer. Na ocasião de sua morte, seu sepultamento no Cemitério do Santíssimo Sacramento, em São Paulo, foi negado, devido seu envolvimento na morte de Euclides da Cunha e seu filho. Seu corpo só foi transferido para o cemitério, para ser sepultado ao lado dos pais e do irmão, cujos corpos ele trasladou de Porto Alegre para a capital paulista, muitos anos depois.

## A tragédia da Piedade
Dilermando encontrava-se com Ana em sua casa na Estrada Real de Santa Cruz, local afastado do Bairro da Piedade, onde foi surpreendido por Euclides. Euclides tinha passado em casa de parentes, onde conseguira uma arma, no dia 15 de agosto de 1909, um domingo. O escritor entra gritando no aposento, berrando que estava ali para “matar ou morrer”. Ele acerta Dinorah, irmão de Dilermando, e ainda acerta 3 tiros no amante da esposa, mas Dilermando tinha treinamento militar e conseguiu sacar sua arma antes e desferir dois tiros em Euclides da Cunha, que morreu no local.
Seu irmão Dinorah, que era atleta do Botafogo, ficou ferido, mas se recuperou e chegou a ser campeão estadual em 1910, mas ficou com hemiplegia, o que debilitou mais e mais sua saúde e, não suportando a condição, suicidou-se em 1921.

### Julgamento
A imprensa brasileira logo fez de Dilermando o vilão da história por ter matado o Imortal da Academia Brasileira de Letras. Mesmo o inquérito policial indicando que a morte foi por legítima defesa, isso não teve relevância para a opinião pública. O jornalista Orestes Barbosa foi um dos únicos a defendê-lo. Esse caso constitui-se em um marco da parcialidade na imprensa brasileira.[carece de fontes?]  Em uma entrevista concedida à revista Diretrizes, de Samuel Wainer, Dilermando afirma que não conseguiria expor sua versão dos fatos “nem se pagasse”.
Dilermando foi acusado de homicídio e levado a júri popular, presidido pelo juiz Manuel da Costa Ribeiro. Ele foi absolvido por legítima defesa, mas mesmo assim a visão do público não mudou e ele continuou carregando o estigma do assassinato.

## Nova tragédia
Em 4 de julho de 1916 Dilermando sofre novo atentado, desta feita por parte de Euclides da Cunha Filho, apelidado familiarmente de “Quidinho”, então com 22 anos de idade. Ele estava em um cartório do fórum do Rio de Janeiro, quando foi alvejado pelas costas por Quidinho. Mesmo ferido, Dilermando reagiu, matando seu agressor. Um novo escândalo resulta em uma nova absolvição, mas sua biografia já estava permanentemente marcada pelas duas mortes.

## Casamento
Em 12 de maio de 1911, logo após sua absolvição em 5 de maio, Dilermando se casou com a viúva Ana da Cunha. Morando ambos em Bagé, sua casa tornou-se um agitado ponto cultural da cidade. Trabalhando como engenheiro, participou da construção de muitos prédios, como o Quartel General do Exército. Em 1926, já com cinco filhos, o casal se separou.
Após seu relacionamento com Ana de Assis, Dilermando se relacionou com Maria Antonieta de Araújo Jorge, com quem teve uma filha, a escritora Dirce de Assis Cavalcanti, prima de J. G. de Araújo Jorge. Dirce até hoje tenta mudar a percepção do público a respeito do pai. Ela escreveu o livro “O Pai”, publicada pelo selo Ateliê Editorial.

## Maçonaria
Dilermando de Assis foi um dos defensores da Maçonaria tradicional, sendo um dos mais acerbos críticos ao Grão-Mestre Joaquim Rodrigues Neves que, nos anos 1940, provocou a cisão da instituição no Brasil. Este episódio é narrado, com detalhes, em seu livro “A Tragédia da Piedade”.

## Obras
Dilermando de Assis escreveu, ainda que de forma esporádica, algumas obras, a maior delas tratando dos episódios sangrentos que protagonizara.
- Um Nome, uma Vida, uma Obra — (em parceria com Ângelo Cibelá), 1946 — onde Dilermando expõe textos publicados em seguida ao crime da Piedade, como “Uma tragédia de Ésquilo”, por Monteiro Lobato e “A vítima esquecida de Euclides da Cunha”, por Acélio Daudt.
- A Tragédia da Piedade, Edições O Cruzeiro, Rio de Janeiro, 1951- é um verdadeiro libelo de autodefesa, uma resposta ao livro "A Vida Dramática de Euclides da Cunha", de Eloi Pontes. Neste livro Dilermando analisa todas as provas periciais dos autos de sua acusação, nos dois homicídios envolvendo os Cunha (pai e filho). Além disso, procede a uma minuciosa crítica a Os Sertões, apontando dezenas de erros, procurando ainda comprovar casos de plágio feitos pelo célebre escritor. Dilermando foi aconselhado a não publicar este livro, por Farias Brito, que lhe escrevera, em carta: “… A idéia é muito digna. Mas não me parece que lhe seja isso necessário… Seja, porém, como for, parece-me que o melhor é deixar o passado em silêncio”.